# Hans Agbo
Hans Agbo (Douala, 1967. szeptember 26. –) kameruni válogatott labdarúgó.

## Pályafutása

### Klubcsapatban
1989 és 1992 között a Prévoyance Yaoundé játékosa volt. 1993 és 1997 között az Olympic Mvolyé együttesében szerepelt. 2001-től 2003-ig a Tonnerre Yaoundé csapatát erősítette.

### A válogatottban
1988 és 1996 között 49 alkalommal szerepelt a kameruni válogatottban és 1 gólt szerzett. Részt vett az 1994-es világbajnokságon, ahol mind a három csoportmérkőzésen kezdőként lépett pályára. Tagja volt az 1992-es és az 1996-os Afrikai nemzetek kupáján résztvevő válogatott keretének is. 